# Console generale (grado militare)
Console generale era un grado della Milizia Volontaria per la Sicurezza Nazionale, corrispondente al generale di brigata del Regio Esercito, di generale di brigata aerea della Regia Aeronautica e al contrammiraglio della Regia Marina. Il grado era superiore a console e inferiore a luogotenente generale.

## Storia
La M.V.S.N. entrò a far parte delle Forze armate dello Stato nel 1924. Il console generale era al comando di un gruppo di legioni, unità militare della Milizia Volontaria per la Sicurezza Nazionale che corrispondeva alla brigata del Regio Esercito.

Distintivo di grado per console generale

Il grado era un'aquila romana d'oro con sottopostovi trasversalmente il fascio littorio e sormontata da una stelletta d'oro, il tutto ricamato su un rettangolo (3,5 cm x 7,5 cm) di tessuto d'argento circondato da trecciola in oro.

### Repubblica Sociale Italiana
Nel 1944, a seguito della proclamazione della Repubblica Sociale Italiana, il Partito Fascista Repubblicano (P.F.R.) si trasformò in organismo di tipo militare costituendo il "Corpo Ausiliario delle Squadre d'Azione delle Camicie Nere", organizzato su base provinciale nelle Brigate Nere, identificando formalmente i suoi iscritti con il termine "camicie nere" (D. Lgs. n. 446/1944-XXII della R.S.I.).
Nella fase iniziale, nelle Brigate nere, non esistevano gradi in senso stretto, ma delle semplici cordelline indossate attorno alla spalla destra come indicatori temporanei di funzione di comando, legati al ruolo rivestito nell'operazione in corso.
 Comandante di Brigata
A partire dal gennaio 1945, il sistema di gradi funzionali venne abbandonato e vennero istituiti gradi permanenti, analoghi a quelli della Guardia Nazionale Repubblicana e la denominazione del grado divenne quella di maggiore generale, omologo al generale di brigata dell'Esercito Nazionale Repubblicano.